# Polistylizm
Polistylizm polega na użyciu rozmaitych stylów lub technik muzycznych i jest kwalifikowany jako cecha postmodernistyczna.
W rzeczywistości nie jest on niczym nowym. W pierwszej połowie XX wieku różne style łączyli ze sobą na przykład Szostakowicz czy Mahler. Wcześniej Wagner umieścił sporo tego typu odniesień w swych Śpiewakach norymberskich (Die Meistersinger von Nürnberg). Mozart mówił wprost: „mogę pisać muzykę w dowolnym stylu”. Bach w ciekawy sposób łączył styl włoski z francuskim.
Do kompozytorów uprawiających polistylizm w drugiej połowie XX wieku i później zalicza się między innymi George’a Rochberga, Alfreda Sznitkego, Yitzhaka Yedida i Johna Zorna. Nowatorstwem, które się u nich pojawiło, są nierzadko szokujące zestawienia fragmentów zaczerpniętych ze skrajnie odległych od siebie stylów.